# رانندگی سخت
رانندگی سخت (به انگلیسی: Drive Hard) یا مسافر پرخطر فیلمی محصول سال ۲۰۱۴ و به کارگردانی برایان ترنچارد-اسمیت است. در این فیلم بازیگرانی همچون جان کیوسک و توماس جین ایفای نقش کرده‌اند.